# Jardins de Métis

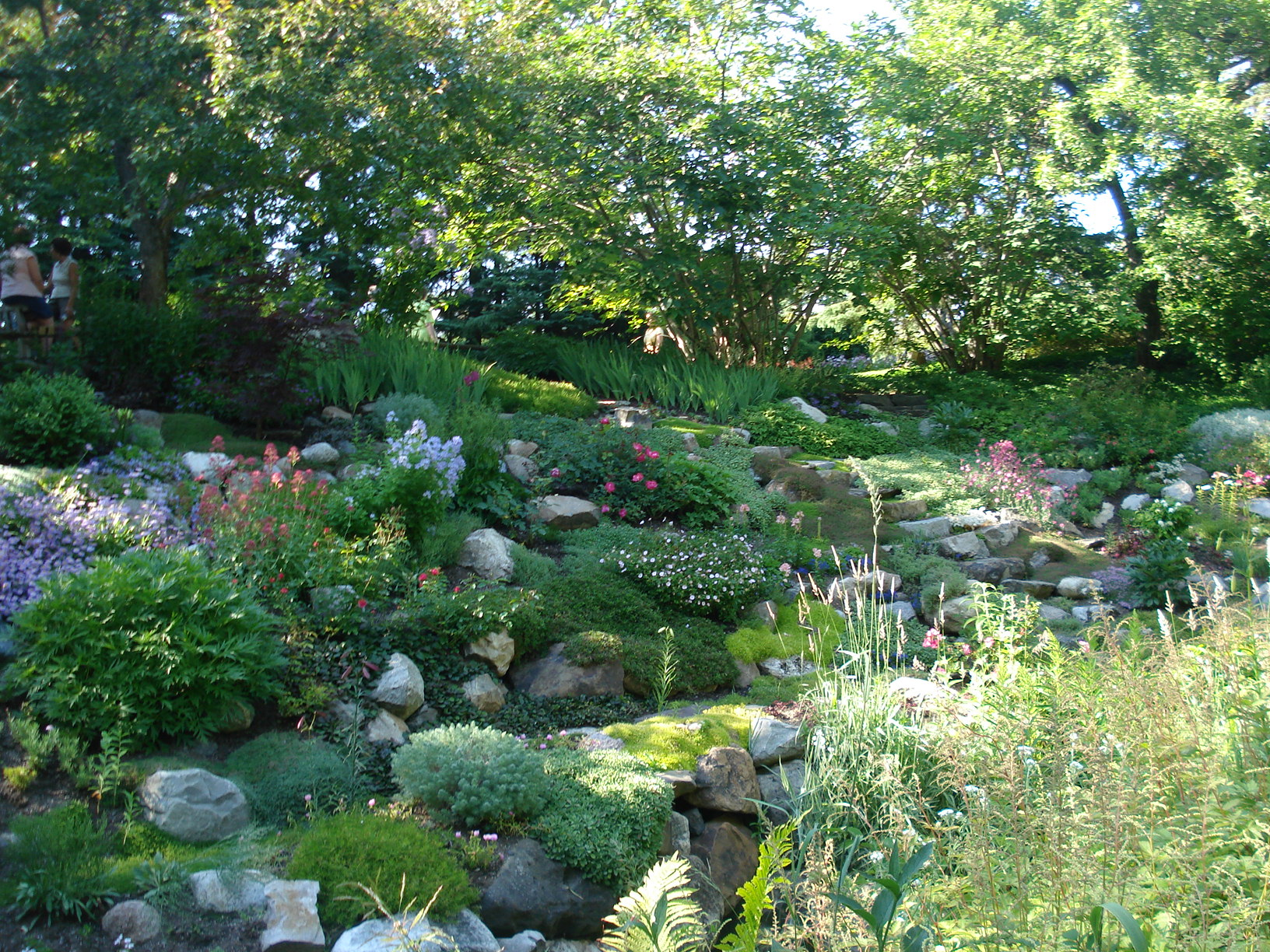
Jardins de Métis

Els Jardins de Métis són uns jardins a l'anglesa situats a Grand-Métis al Quebec. Oberts al públic d'ençà 1962, van esdevenir un  lloc històric nacional el 1995 i estan reconeguts internacionalment com una obra excepcional d'art hortícola.
Els Jardins de Métis són el resultat del treball d'una apassionada, Elsie Reford que, entre 1926 i 1958, va transformar la seva finca en paradís privat. Aproximadament hi ha 3.000 espècies i varietats de plantes repartides en una quinzena de jardins. Nombroses obres d'art contemporani sembren el recorregut i s'integren amb harmonia als jardins històrics.
A la Villa Estevan, magnífica residència d'estiu que data de 1887, s'hi troba una exposició permanent que relata el passat de la família Reford. A més, s'hi troben exposicions temporals i és en aquest indret que hi tenen lloc certs esdeveniments especials a l'estiu; brunchs musicals, tes literaris, concerts a l'aire lliure, casaments, etc.
Cada any, d'ençà l'any 2000,  arquitectes paisatgistes, arquitectes i artistes de reputació internacional hi acudeixen per crear jardins contemporanis en el marc del Festival internacional de jardins. Aquest esdeveniment permet als visitants explorar l'art contemporani.
Els jardins també disposen entre les seves instal·lacions amb serveis de restauració i botigues.

## Galeria

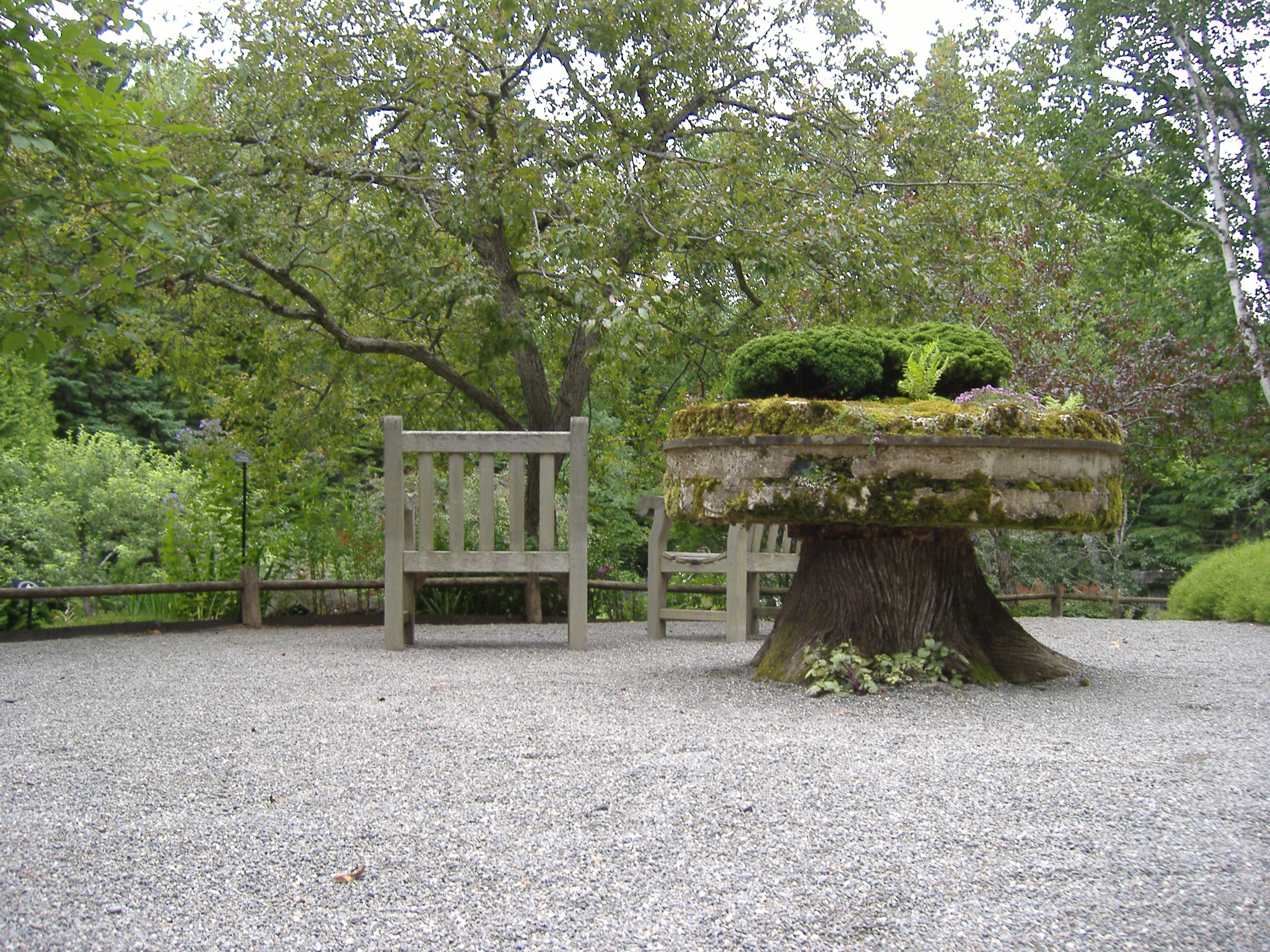
Àrea de lleure, 2009
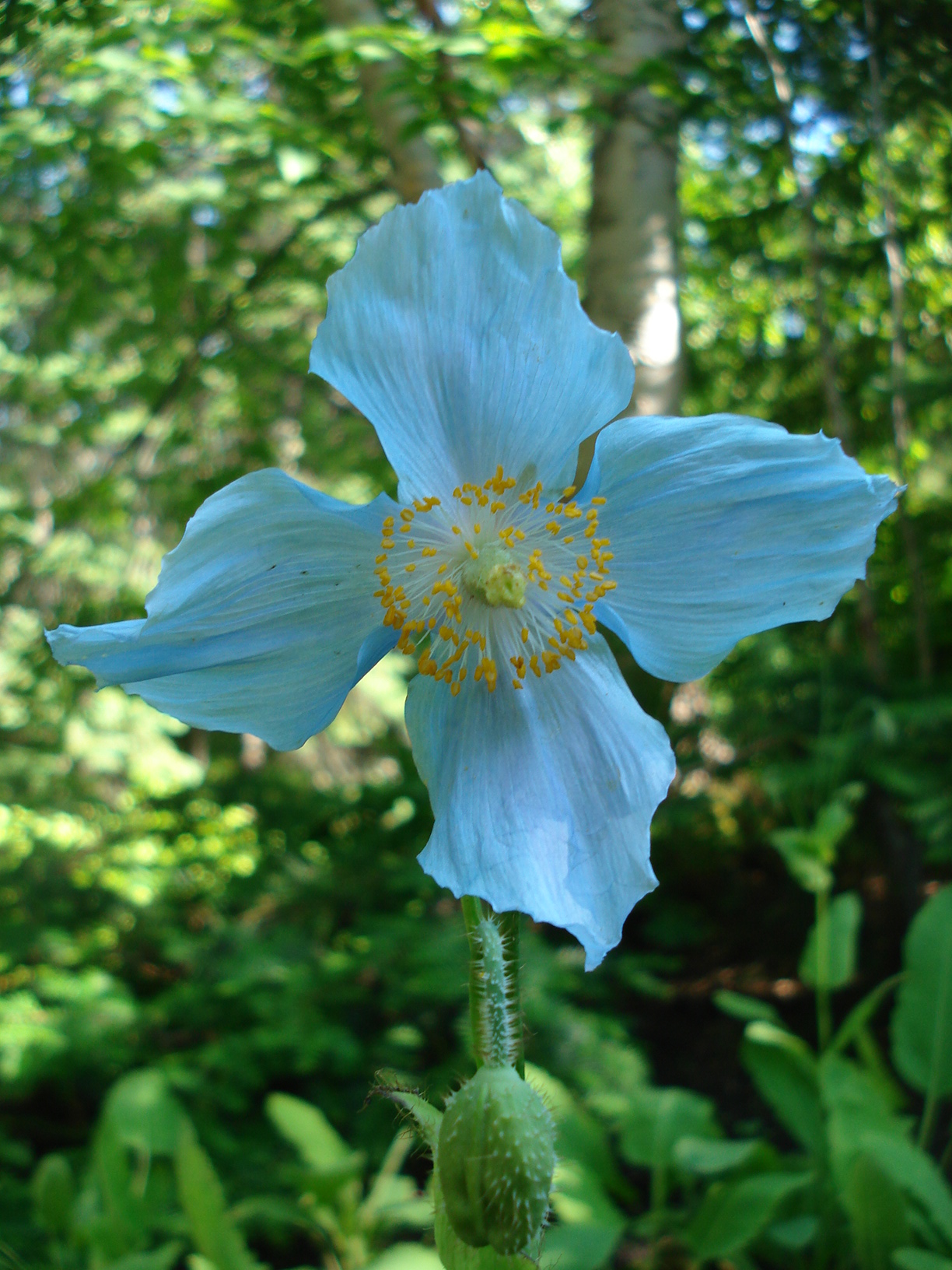
Cascall blau d'Himalaya fotografiat als jardins de Métis
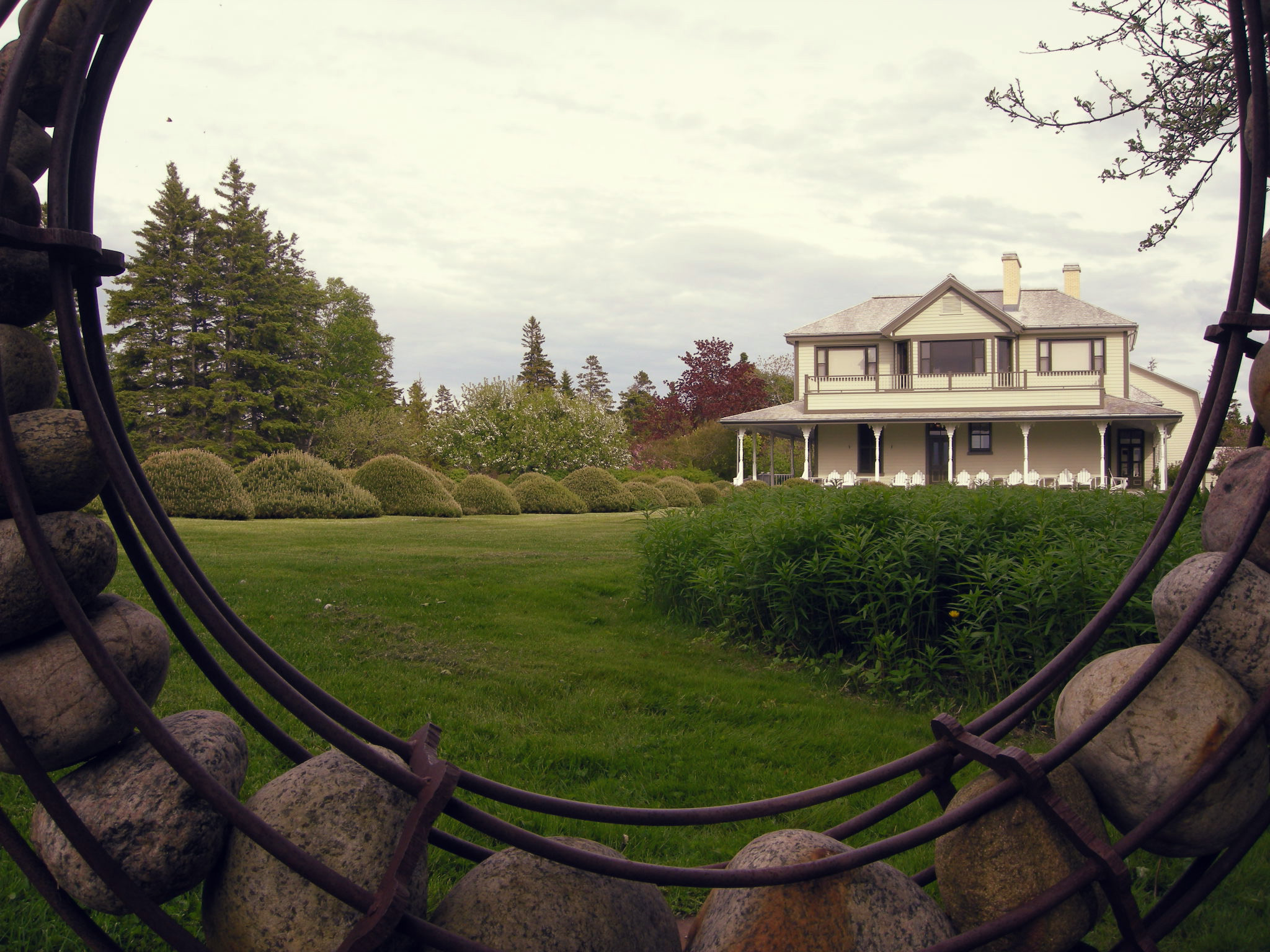
Villa Estevan, 2009
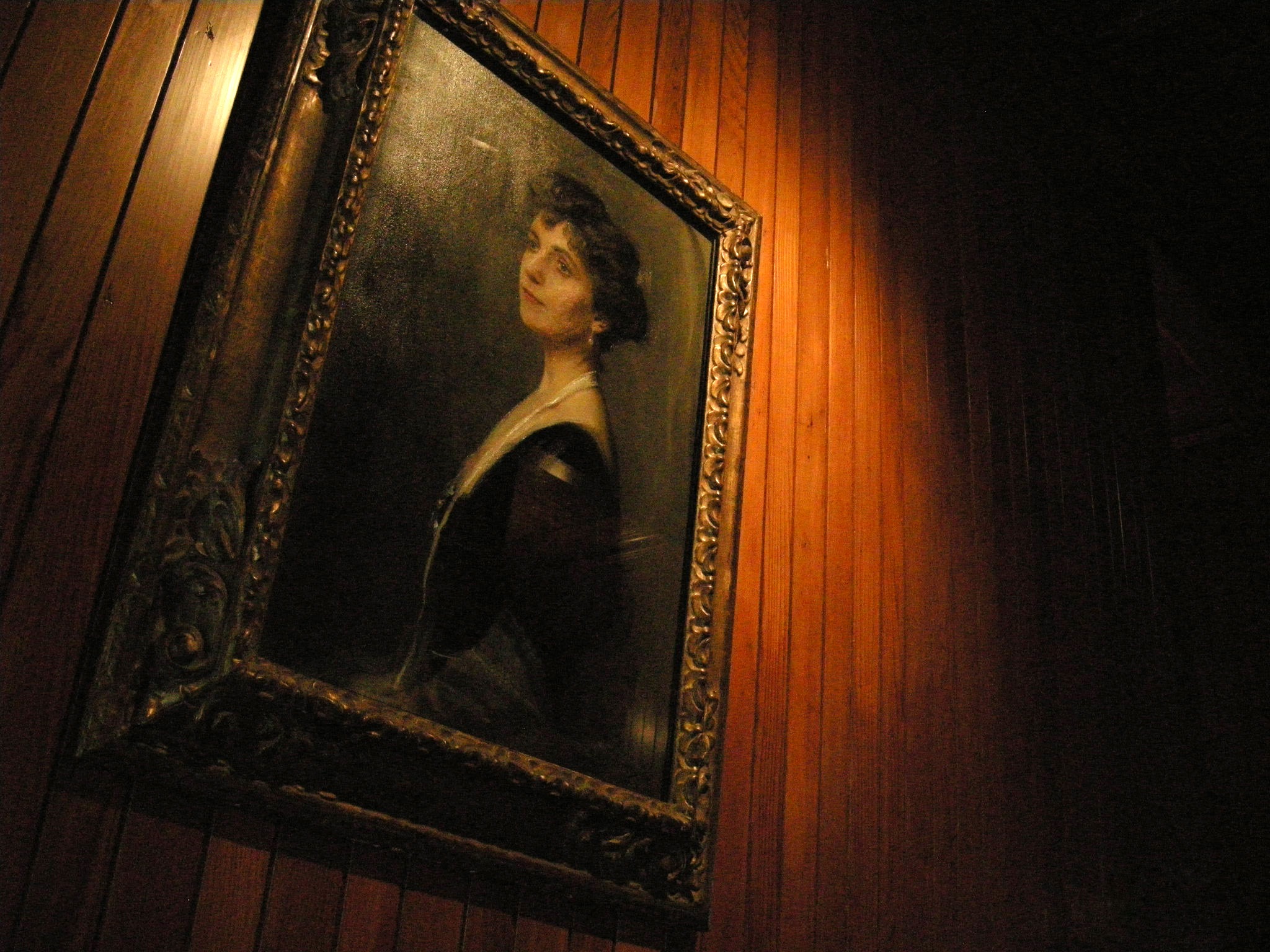
Retrat d'Elsie Reford
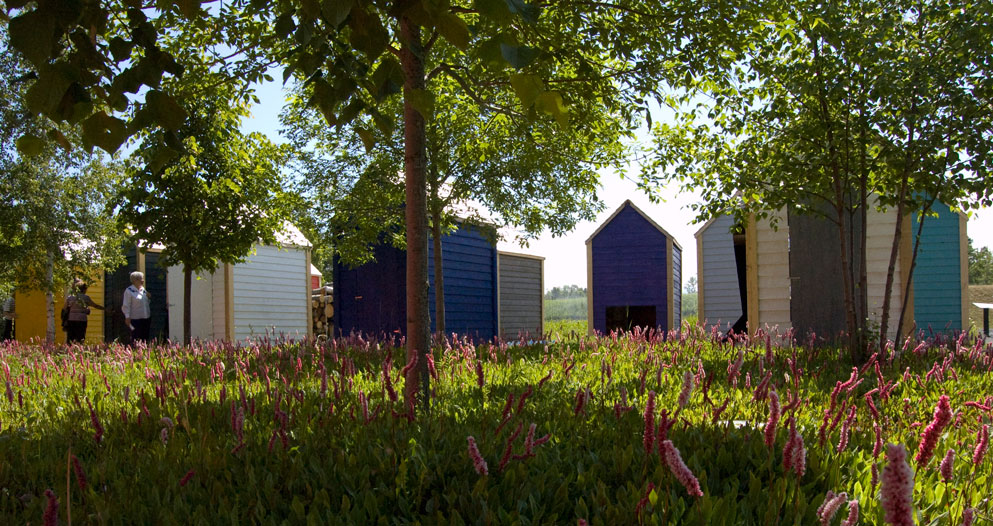
Every Gardens Need a Shed & a Lawn, 10a edició del Festival international de jardins